# 溫蒂·湯瑪斯
梅琳達·盧·「溫蒂」·湯瑪斯-摩爾斯（英語：Melinda Lou "Wendy" Thomas-Morse；1961年9月14日—）是創立溫蒂漢堡的美國企業家戴夫·湯瑪斯的女兒，也是溫蒂漢堡命名來源及吉祥物「溫娣姊姊」的原型人物。目前她以「溫蒂·湯瑪斯」名義擔任溫蒂漢堡的品牌代言人。

## 早年
梅琳達·盧·湯瑪斯出生於俄亥俄州哥倫布，是戴夫·湯瑪斯與洛林·湯瑪斯（Lorraine Thomas）之間的第四個孩子。在她八歲大時，她的暱稱「溫蒂」被父親戴夫·湯瑪斯用來替新創立的企業溫蒂漢堡命名。
當時戴夫希望創造一個像肯德基爺爺那樣，有助於快速塑造新企業形象的吉祥物。他在五個孩子中挑中了溫蒂，用相機拍下了小溫蒂綁起辮子的照片。根據溫蒂自己的說法是：「我有紅髮、雀斑跟齙牙，所以我被選上了。」。最後，溫蒂漢堡的吉祥物設計成一個臉上有雀斑、將紅髮綁成兩條辮子的年輕女孩。
1983年，湯瑪斯畢業於佛羅里達大學，擁有消費主義學的學士學位。

## 職業生涯
在1999年時，溫蒂·湯瑪斯在達拉斯擁有幾間溫蒂漢堡店面的所有權。在2002年她的父親戴夫·湯瑪斯過世後，溫蒂與她的兄弟姊妹在故鄉俄亥俄州哥倫布買下了數間餐廳。截至2010年9月，溫蒂自己擁有，以及與他人共有的溫蒂漢堡店面總共超過三十間。2010年11月，溫蒂本人首次出現在溫蒂漢堡的廣告上。在此之前她曾在1989年的一部廣告中出聲，當時的她在鏡頭外向父親提供意見，並沒有實際在廣告鏡頭中出場。
自2012年4月起，她出演了溫蒂漢堡的一個廣告系列「That Wendy's Way」，藉此強化並維持溫蒂漢堡的品牌形象。她也在陽獅集團琳達·卡普蘭·塞勒團隊製作的「Dave's Hot 'N Juicy Cheeseburger」廣告中出場。

## 腳註
1. ↑  該暱稱可能是源自兒童的L發音（英语：L-vocalization）障礙，容易將 [ɫ] 發成 [w] 的音，Melinda→Mewinda→Wendy